# Wolkramshausen
Wolkramshausen è una frazione della città tedesca di Bleicherode.

## Storia
Il 1º gennaio 2019 il comune di Wolkramshausen venne soppresso e aggregato alla città di Bleicherode.